# Antoni Griera i Gaja
Antoni Griera i Gaja (Sant Bartomeu del Grau, Osona, 17 de gener de 1887 - Castellar del Vallès, el Vallès Occidental, 4 de desembre de 1973) fou un eclesiàstic i filòleg català.
El seu treball més valuós per a la dialectologia catalana va ser l'elaboració de l'Atlas Lingüístic de Catalunya, el primer atles lingüístic de les terres de llengua catalana. Va ser alumne de Jules Gilliéron. Pensionat a Halle i Zúric per la Mancomunitat, a partir de 1913 treballà a les Oficines Lexicogràfiques de l'Institut d'Estudis Catalans. Una altra obra cabdal d'aquest investigador és l'obra lexicogràfica Tresor de la llengua, de les tradicions i de la cultura popular de Catalunya (Barcelona, 1935-1947). Es va doctorar amb la tesi La frontera catalano-aragonesa, va ser un dels impulsors del Butlletí de Dialectologia Catalana i, també, membre adjunt de la Secció Filològica del 1921 al 1928.
Ecònom de la parròquia de Sant Pere d'Octavià (Sant Cugat del Vallès) des de 1939. Va impulsar la creació del Patronat del Monestir de Sant Cugat del Vallès. El 1941 ingressà a l'Acadèmia de Bones Lletres de Barcelona.

## Griera i l'eivissenc
Al començament del segle xx arrenca nou corrent lingüístic: la dialectologia. I Griera, juntament amb l'alemany Walter Spelbrink, va voler investigar sobre la llengua catalana que es parla a les Pitiüses.
Va viatjar diverses vegades a Eivissa a principis del segle xx (1909). Els seus interlocutors van ser Mossèn Serra i Orvay, aleshores rector del Seminari d'Eivissa, amb qui havia coincidit en el I Congrés Internacional de la Llengua Catalana, que va tenir lloc a Barcelona l'octubre de 1906. També el van ajudar en el procés d'investigació i recerca sobre el dialecte balear el jove canonge Isidor Macabich i el sacerdot de Formentera Rafel Juan Escandell.
Resta documentada també la presència de Griera a Eivissa el juny de l'expedició que havia d'assistir al Congrés Agrícola que es va celebrar a l'illa.
Griera, va aplicar qüestionaris lèxics a la població, també les flexions verbals i va transcriure cançons populars de Formentera. En aquestes transcripcions hi fa moltes observacions i això va permetre tenir una idea de la fisonomia del dialecte eivissenc i exposar els principals trets fonètics i morfològics. Totes les observacions i la transcripció de cançons les va publicar en un treball titulat “El parlar d'Eivissa i Formentera”, que va sortir el 1913 en el Bolletí del Diccionari de la Llengua Catalana, editat a Palma per Antoni Maria Alcover. Més tard (1914), al Butlletí de Dialectologia Catalana, publicat per l’Institut d'Estudis Catalans, el mateix Griera va publicar un estudi sobre el parlar baleàric “Notes sobre’l parlar d'Eiviça i Formentera”.
El 1917 va publicar també dos articles que fan referència a la llengua de les illes, es van titular: “dialecte baleàric”. El darrer article de Griera basat en l'eivissenc que s'ha trobat va estar publicat també en el Butlletí de Dialectologia Catalana l'any 1930, “Miscel·lània. Notes eivissenques: sageta, trava i travó, olibassa-perdigot, porxo, casa, casa d'abelles”, on fa un breu estudi sobre les paraules que conté el títol.
Una de les seves obres més importants va ser l'Atlas lingüístic de Catalunya (1923-1924), on va recol·lectar material dialectal que més tard va emprar per a una altra gran obra seva Tresor de la llengua, de les tradicions i de la cultura popular de Catalunya (1935-47). Cal remarcar, però que l'Atlas va ser una obra eminent i un presagi dins de Catalunya, atès que va ser una obra pionera basant-se en Jules Guillerón, que també n'havia fet un de França i va ser un gran influent en el mossèn. El primer volum d'aquesta obra es va publicar al 1923, però a causa de la Guerra Civil va deixar de publicar-se el 1936 i es va reprendre al 1962, acabant-se de completar el 1964.
Aquesta obra va ser el preludi d'altres grans atles molt més complets, com ara l'Atles Lingüístic del Domini Català, obra del mestre dialectòleg Joan Veny i Clar i Lídia Pons i Griera, que ja s'ha fet efectiva la publicació de set volums.

## Griera deixa l'IEC
Dins d'aquest període de fecunditat literària del mossèn, el 1932 va trencar totes les relacions possibles amb l'Institut d'Estudis Catalans, i fins a la seva mort va tenir una actitud hostil envers els membres de l'Institut i la seva obra. El 1931, ja sense relacions de cap classe, excloses les hostils, amb l'Institut va publicar la Gramàtica històrica del català antic, una publicació no gaire exitosa ni rigorosa.
Després de la Guerra Civil de 1936-39 va exercir de professor i del seminari de Barcelona i va establir-se a Sant Cugat del Vallès, on amb ajudes oficials va fundar un Institut de Cultura Romànica, mitjançant el qual va continuar les publicacions de l'Atlas i del Tresor, i a més a més, i un Boletín de Dialectología Española, de tema bàsicament català.

## La tesi sobre l'origen romànic del basc
L'any 1960 Griera sorprèn la comunitat filològica en publicar Vocabulario vasco. Ensayo de una interpretación de la lengua vasca en què proposa que el basc és una llengua romànica. L'obra de 1.111 pàgines publicada en 2 volums proposa etimologies romàniques imaginatives per a 40.000 paraules basques. De fet, el pròleg ja avança que la seva és una tesi independent: para buscar una interpretación de la lengua vasca, he prescindido de todos los estudios e investigaciones hechas sobre esta lengua; también he hecho caso omiso de todos los tratados gramaticales. Anant al detall, algunes de les seves etimologies més absurdes arriben a proposar que Alaba (filla) vindria de Pava, de la mateixa manera que Andera (dona) provindria de Cabra, i Gizon (home), de Bisó.
Ja des del principi, la tesi de Griera va ser absolutament rebutjada i les seves etimologies es consideraren autèntics disbarats. El basquista nord-americà Larry Trask definí el Vocabulario vasco com l'intent més divertit de la història per demostrar una connexió genètica per al basc.

## Griera, protector del monestir de Sant Cugat
El 1935 va realitzar dues conferències a Sant Cugat invitat per la Federació de Joves Cristians. Del 1931 al 1936 va exercir el paper de secretari general de l'organització Acció Social Popular i, també, va ser l'editor del seu òrgan de premsa Catalunya Social, però en començar la guerra va emigrar a França, amb l'ajuda del conseller de Governació, Josep Maria Espanya, que li va signar el passaport; un cop establert al territori francès va passar al costat franquista, dedicant-se professionalment a traduir i censar la premsa estrangera a l'Oficina de Prensa y Propaganda de la Capitania General de Burgos, promovent també la publicació de Domingo. Al bressol de Castella, el mossèn, va establir relacions carlines.
Mossèn Antoni Griera i Gaja va ser el primer rector que es va encarregar de la parròquia de Sant Pere d'Octavià després que els franquistes entressin a Sant Cugat amb l'objectiu de preservar el Monestir. Mentre va durar la guerra, els rectors de parròquies de Sant Cugat i Valldoreix havien estat assassinats, també havien assaltat els monestirs i les ermites dels termes municipals, van tombar les creus, destruir les campanes i el culte religiós havia quedat totalment prohibit. Els edificis religiosos s'utilitzaven, durant el període bèl·lic, com a magatzems, casernes o habitatges. Evidentment, una de les principals mesures que es van prendre en establir-se el règim franquista, va ser restabliment del culte catòlic i la reobertura dels temples.
El mossèn Griera, al mes de maig, va voler formar una organització religiosa i, per a tal fet, va demanar-li ajuda al seu germà, Xavier Griera, que havia estat vicari de la parròquia de Sant Cugat a finals dels anys vint. Però aquesta organització que van formar, Acció Catòlica, no va tenir èxit. Més tard, també creen una altra associació, Associació de la Providència, on es dediquen a fer obres de caritat: bategen als nens nascuts durant la guerra, incloent-hi fills de “rojos” morts al conflicte. I, al mateix temps, aprofiten la informació que reben exercint la caritat per informar el rector dels “infidels”: nens no batejats ni registrats, unions no legals... El caràcter nacional i catòlic del nou règim franquista fa que diferents mandats de l'església siguin considerats de llei, per exemple, el consistori imposava multes per no seguir el descans dominical...
Griera, tenia un temple ferm i una determinació inamovible, i així ho va demostrar al febrer 1940 amb les relacions tibants que va mantenir amb el consistori. Sembla que la seva personalitat brusca i arrogant també el va enfrontar amb bona part dels conciutadans.
El conflicte més intens va ser quan Griera va suggerir l'enrunament de la sala festiva del Parc, tradicionalment usat com a sala de divertiment de la dreta política de Sant Cugat, atès que els antics socis pregaven perquè es tornés a obrir el centre.
Les disputes amb el consistori van continuar: en primer lloc, quan els regidors volien agafar el mandat sobre la neteja del Monestir que fins llavors havia estat competència de Griera
Per una major protecció i restauració del Monestir, Griera, amb el suport del bisbe de Barcelona, va promoure l'agost de 1939 la creació del Patronat del Monestir de Sant Cugat. Aquest Patronat estava presidit pel mateix Antoni Griera i formaven part Josep de Peray i March, representant de la Diputació de Barcelona; Santiago Trias i Vidal, representant de l'Estat; Jeroni Martorell, arquitecte del Servei de Conservació de Monuments de la Diputació i J. Pila, metge i veí de Sant Cugat. Aquest Patronat no va ser considerat oficial per la Dirección General de Bellas Artes de Madrid fins al 5 de setembre de 1941
El religiós, encara que vivia en un ambient ple de tensions i adversitats envers el consistori i els falangistes, va conservar la seva plaça de rector pel suport que va rebre per part del seu cercle d'amistats i coneguts a les altes esferes del món eclesiàstic i polític.
No obstant això i els seus enfrontaments amb el consistori, la participació i presència del mossèn en actes falangistes, demostren que tot i les adversitats que tenien tots estaven dins del mateix projecte polític: la dictadura del franquisme. S'especula que estava vinculat amb la Falange.

## Obres
- Diccionari de rims de Jaume March, Barcelona, 1921
- Atlas lingüístic de Catalunya, 8 vols., Barcelona, 1923–1964
- Gramàtica històrica del català antic, Barcelona, 1931
- Etudes de géographie linguistique, Barcelona, 1933
- Tresor de la llengua, de les tradicions i de la cultura popular de Catalunya, 14 vols., Barcelona, 1935–1947
- Bibliografía lingüística catalana, Barcelona, 1947
- Atlas lingüistic d'Andorra, Andorra, 1960
- Vocabulario vasco. Ensayo de una interpretación de la lengua vasca, 2 vols., San Cugat del Vallés, 1960
- Gramática histórica catalana, Barcelona, 1965
- Atlas lingüístic de la Vall d'Aran, San Cugat del Vallés, 1973